# Peintre au cinéma
 (octobre 2021).
- Si vous ne connaissez pas le sujet, laissez ce bandeau (vous pouvez alors contacter les auteurs).
- Si vous supprimez le contenu mis en cause (vous pouvez préalablement contacter les auteurs),

argumentez précisément cette suppression dans la page de discussion
(un manque de référence n'est pas un argument ; une recherche réelle de référence doit avoir été effectuée, être formellement documentée).
 (janvier 2013).
Si vous disposez d'ouvrages ou d'articles de référence ou si vous connaissez des sites web de qualité traitant du thème abordé ici, merci de compléter l'article en donnant les références utiles à sa vérifiabilité et en les liant à la section « Notes et références ».
Le peintre au cinéma est un personnage de fiction emblématique de la figure de l’artiste. Il peut être fictif ou inspiré de la biographie d'artistes célèbres tels que Rembrandt, Goya, Picasso, Modigliani, van Gogh, etc. Dans les films le peintre est représenté tantôt comme un génial démiurge, tantôt comme une figure de l'artiste « raté » ou « maudit ».

## L’archétype de l’artiste au cinéma
L’artiste est un individualiste, bohême ou dandy (image d'Épinal) décrit comme un génie, obsédé par sa création (gros plan sur sa main peignant fébrilement) solitaire (seul face à la toile), asocial (pissant dans la cheminée, retournant la table des commensaux), antipathique (sûr de lui et méprisant), inquiétant (amateur de femmes), presque enfantin (perdu dans ses rêves) souvent désarmant et réconciliateur dans la solitude de l’atelier face aux tumultes de la société (seul face au modèle féminin). Entier, pétri de contradictions, il peut être charmant ou odieux, fait de chair et de sang, amateur de femmes ou d’hommes, mondain ou maudit.
Le peintre au cinéma est un personnage qui regarde et est incontrôlable. À cet archétype correspond son double, le marchand, personnage cynique, amusé, spirituel et toujours mondain : Pierre Brasseur dans La Métamorphose des cloportes.
Il peut arriver que les deux personnages se retrouvent dans la figure du peintre « arrivé », personnage de fiction, trafiquant cynique dans La Traversée de Paris (de Claude Autant-Lara, 1956) où Jean Gabin campe un peintre « montmartrois » parisien inquiétant et reconnu. Tel aussi le personnage du peintre expressionniste abstrait Lionel Dobie (Nick Nolte) qui se venge de sa maitresse Paulette dans l'épisode Life Lessons de New York Stories (Martin Scorsese, 1989).

## Deux archétypes biographiques

### Rembrandt
La biographie de Rembrandt est un exercice de clair-obscur et de lumière tamisée pour les chefs opérateurs comme dans Rembrandt d’Alexandre Korda, Rembrandt de Hans Steinhoff, Rembrandt fecit 1669 de Jos Stelling.
Exercice qui se prolonge dans La Jeune Fille à la perle, biographie imaginaire de Vermeer… On trouve la même situation avec la figure du peintre dans Tous les matins du monde, le peintre français de nature morte… dans le silence de l’atelier.

### Van Gogh
Avec Gauguin, Van Gogh est « la » figure de la peinture impressionniste que ce soit chez Vincente Minnelli ou Maurice Pialat. Les scénaristes n’hésitent pas à prendre des libertés certaines avec la réalité historique et biographique de ce peintre obsédé par son art.
La structure – le caractère du personnage - est identique dans les biopics de van Gogh, de Modigliani ou de Pollock.
Chez Renoir, le peintre amateur qui se rêve figure impressionniste devient une figure pathétique dans La Chienne (1931), alors que les allusions à son père le peintre Pierre-Auguste Renoir sont nombreuses dans Partie de campagne et dans Moulin Rouge.

## Filmographie non exhaustive
| Année | Film                                                     | Réalisateur                  | Acteur                                      | Peintre                   |
| ----- | -------------------------------------------------------- | ---------------------------- | ------------------------------------------- | ------------------------- |
| 1912  | Rigadin peintre cubiste (court métrage)                  | Georges Monca                | Charles Prince                              | Rigadin                   |
| 1929  | Chantage                                                 | Alfred Hitchcock             | Cyril Ritchard                              |                           |
| 1931  | Le Million                                               | René Clair                   | René Lefèvre                                |                           |
| 1931  | La Chienne                                               | Jean Renoir                  | Michel Simon                                |                           |
| 1936  | Rembrandt                                                | Alexandre Korda              | Charles Laughton                            | Rembrandt                 |
| 1938  | Le Quai des brumes                                       | Marcel Carné                 | Robert Le Vigan                             |                           |
| 1942  | La Vie ardente de Rembrandt                              | Hans Steinhoff               | Ewald Balser                                | Rembrandt                 |
| 1943  | Lumière d'été                                            | Jean Grémillon               | Pierre Brasseur                             |                           |
| 1943  | La Main du diable                                        | Maurice Tourneur             | Pierre Fresnay                              |                           |
| 1945  | Le Portrait de Dorian Gray                               | Albert Lewin                 | Lowell Gilmore                              |                           |
| 1946  | La Rue rouge                                             | Fritz Lang                   | Edward G. Robinson                          |                           |
| 1946  | Cinq femmes autour d'Utamaro                             | Kenji Mizoguchi              | Minosuke Bandô                              | Kitagawa Utamaro          |
| 1948  | Jour de fête                                             | Jacques Tati                 |                                             |                           |
| 1948  | Le Portrait de Jennie                                    | William Dieterle             | Joseph Cotten                               |                           |
| 1951  | Un Américain à Paris                                     | Vincente Minnelli            | Gene Kelly                                  |                           |
| 1952  | Le Plaisir                                               | Max Ophüls                   | Daniel Gélin                                |                           |
| 1953  | Moulin Rouge                                             | John Huston                  | José Ferrer                                 | Toulouse-Lautrec          |
| 1955  | Mais qui a tué Harry ?                                   | Alfred Hitchcock             | John Forsythe                               |                           |
| 1955  | French Cancan                                            | Jean Renoir                  | Jean-Marie Amato                            |                           |
| 1956  | La Traversée de Paris                                    | Claude Autant-Lara           | Jean Gabin                                  |                           |
| 1956  | La Vie passionnée de Vincent van Gogh                    | Vincente Minnelli            | Kirk Douglas                                | Vincent van Gogh          |
| 1956  | La Vie passionnée de Vincent van Gogh                    | Vincente Minnelli            | Anthony Quinn                               | Paul Gauguin              |
| 1958  | Montparnasse 19                                          | Jacques Becker               | Gérard Philipe                              | Amedeo Modigliani         |
| 1965  | L'Extase et l'Agonie                                     | Carol Reed                   | Charlton Heston                             | Michel-Ange               |
| 1965  | La Métamorphose des cloportes                            | Pierre Granier-Deferre       | Pierre Brasseur                             |                           |
| 1967  | La Collectionneuse                                       | Éric Rohmer                  | Daniel Pommereulle                          | Lui-même                  |
| 1967  | Les Demoiselles de Rochefort                             | Jacques Demy                 | Jacques Perrin                              |                           |
| 1969  | Andreï Roublev                                           | Andreï Tarkovski             | Anatoli Solonitsyne                         | Andreï Roublev            |
| 1971  | Pirosmani                                                | Gueorgui Chenguelaia         | Avtandil Varazi                             | Niko Pirosmani            |
| 1975  | Vérités et Mensonges                                     | Orson Welles                 | Elmyr de Hory                               | Lui-même                  |
| 1976  | Edvard Munch, la danse de la vie                         | Peter Watkins                | Geir Westby                                 | Edvard Munch              |
| 1977  | L'Ami américain                                          | Wim Wenders                  | Nicholas Ray                                |                           |
| 1977  | Rembrandt fecit 1669                                     | Jos Stelling                 | Frans Stelling (jeune) et Ton de Koff (âgé) | Rembrandt                 |
| 1977  | Trois femmes                                             | Robert Altman                |                                             |                           |
| 1979  | Les Cinq Couleurs de l'arc-en-ciel                       | Nagnaidorj                   |                                             | Marzan Sharav             |
| 1981  | Egon Schiele, enfer et passion                           | Herbert Vesely               | Mathieu Carrière                            | Egon Schiele              |
| 1984  | Un dimanche à la campagne                                | Bertrand Tavernier           | Louis Ducreux                               |                           |
| 1985  | Escalier C                                               | Jean-Charles Tacchella       |                                             |                           |
| 1986  | Frida, naturaleza viva                                   | Paul Leduc                   | Ofelia Medina                               | Frida Kahlo               |
| 1986  | Frida, naturaleza viva                                   | Paul Leduc                   | Juan José Gurrola (es)                      | Diego Rivera              |
| 1986  | Caravaggio                                               | Derek Jarman                 | Nigel Terry                                 | Le Caravage               |
| 1986  | Caravaggio                                               | Derek Jarman                 | Simon Fisher-Turner                         | Fra Filippo Lippi         |
| 1986  | Gauguin, le loup dans le soleil                          | Henning Carlsen              | Donald Sutherland                           | Paul Gauguin              |
| 1989  | Les Deux Fragonard                                       | Philippe Le Guay             | Joaquim de Almeida                          | Honoré Fragonard          |
| 1989  | New York Stories, Life Lessons (Apprentissages)          | Martin Scorsese              | Nick Nolte                                  |                           |
| 1990  | Vincent et Théo                                          | Robert Altman                | Tim Roth                                    | Vincent van Gogh          |
| 1991  | Van Gogh                                                 | Maurice Pialat               | Jacques Dutronc                             | Vincent van Gogh          |
| 1991  | La Belle Noiseuse                                        | Jacques Rivette              | Michel Piccoli                              |                           |
| 1992  | Le Songe de la lumière                                   | Víctor Erice                 | Antonio López García                        | Lui-même                  |
| 1993  | Mazeppa                                                  | Bartabas                     | Miguel Bosé                                 | Théodore Géricault        |
| 1994  | Les Faussaires                                           | Frédéric Blum                | Gérard Jugnot                               |                           |
| 1995  | Jefferson à Paris                                        | James Ivory                  | Greta Scacchi                               | Maria Cosway              |
| 1996  | Basquiat                                                 | Julian Schnabel              | Jeffrey Wright                              | Jean-Michel Basquiat      |
| 1996  | Basquiat                                                 | Julian Schnabel              | David Bowie                                 | Andy Warhol               |
| 1996  | Surviving Picasso                                        | James Ivory                  | Anthony Hopkins                             | Pablo Picasso             |
| 1996  | Surviving Picasso                                        | James Ivory                  | Joss Ackland                                | Henri Matisse             |
| 1996  | Surviving Picasso                                        | James Ivory                  | Natascha McElhone                           | Françoise Gilot           |
| 1996  | I Shot Andy Warhol                                       | Mary Harron                  | Jared Harris                                | Andy Warhol               |
| 1997  | Artemisia                                                | Agnès Merlet                 | Valentina Cervi                             | Artemisia Gentileschi     |
| 1998  | Lautrec                                                  | Roger Planchon               | Régis Royer                                 | Toulouse-Lautrec          |
| 1998  | Love Is the Devil: Study for a Portrait of Francis Bacon | John Maybury                 | Derek Jacobi                                | Francis Bacon             |
| 1999  | Rembrandt                                                | Charles Matton               | Klaus Maria Brandauer                       | Rembrandt                 |
| 1999  | Goya à Bordeaux                                          | Carlos Saura                 | Francisco Rabal                             | Goya                      |
| 2000  | Pollock                                                  | Ed Harris                    | Ed Harris                                   | Jackson Pollock           |
| 2001  | Alma, la fiancée du vent                                 | Bruce Beresford              | Vincent Pérez                               | Oskar Kokoschka           |
| 2001  | Alma, la fiancée du vent                                 | Bruce Beresford              | August Schmölzer                            | Gustav Klimt              |
| 2001  | Moulin Rouge !                                           | Baz Luhrmann                 | John Leguizamo                              | Toulouse-Lautrec          |
| 2002  | Ivre de femmes et de peinture                            | Im Kwon-taek                 | Choi Min-sik                                | Owon                      |
| 2002  | Surrealissimo: The Scandalous Success of Salvador Dali   | Richard Curson Smith         | Ewen Bremner                                | Salvador Dalí             |
| 2003  | Frida                                                    | Julie Taymor                 | Salma Hayek                                 | Frida Kahlo               |
| 2003  | Frida                                                    | Julie Taymor                 | Alfred Molina                               | Diego Rivera              |
| 2003  | Gauguin                                                  | Mario Andreacchio            | Kiefer Sutherland                           | Paul Gauguin              |
| 2003  | Gauguin                                                  | Mario Andreacchio            | Alun Armstrong                              | Camille Pissarro          |
| 2003  | La Jeune Fille à la perle                                | Peter Webber                 | Colin Firth                                 | Vermeer                   |
| 2005  | Peindre ou faire l'amour                                 | Arnaud et Jean-Marie Larrieu | Sabine Azéma                                |                           |
| 2004  | Modigliani                                               | Mick Davis                   | Andy García                                 | Amedeo Modigliani         |
| 2006  | Klimt                                                    | Raoul Ruiz                   | John Malkovich                              | Gustav Klimt              |
| 2007  | Dialogue avec mon jardinier                              | Jean Becker                  | Daniel Auteuil                              |                           |
| 2007  | Les Fantômes de Goya                                     | Miloš Forman                 | Stellan Skarsgård                           | Goya                      |
| 2007  | El Greco, les ténèbres contre la lumière                 | Yánnis Smaragdís             | Nick Ashdon                                 | Le Greco                  |
| 2008  | La Ronde de nuit                                         | Peter Greenaway              | Martin Freeman                              | Rembrandt                 |
| 2008  | Séraphine                                                | Martin Provost               | Yolande Moreau                              | Séraphine de Senlis       |
| 2008  | Bathory                                                  | Juraj Jakubisko              | Hans Matheson                               | Caravaggio                |
| 2009  | Little Ashes                                             | Paul Morrison                | Robert Pattinson                            | Salvador Dalí             |
| 2010  | Van Gogh: Painted with Words                             | Andrew Hutton                | Benedict Cumberbatch                        | Vincent van Gogh          |
| 2010  | Van Gogh: Painted with Words                             | Andrew Hutton                | Aidan McArdle                               | Paul Gauguin              |
| 2010  | Van Gogh: Painted with Words                             | Andrew Hutton                | Daniel Weyman                               | Anthon van Rappard        |
| 2011  | Bruegel, le Moulin et la Croix                           | Lech Majewski                | Rutger Hauer                                | Pieter Brueghel           |
| 2011  | Minuit à Paris                                           | Woody Allen                  | Adrien Brody                                | Salvador Dalí             |
| 2011  | Minuit à Paris                                           | Woody Allen                  | Marcial Di Fonzo Bo                         | Pablo Picasso             |
| 2011  | Minuit à Paris                                           | Woody Allen                  | Vincent Menjou-Cortès                       | Toulouse-Lautrec          |
| 2011  | Minuit à Paris                                           | Woody Allen                  | Olivier Rabourdin                           | Paul Gauguin              |
| 2011  | Minuit à Paris                                           | Woody Allen                  | François Rostain                            | Edgar Degas               |
| 2011  | Minuit à Paris                                           | Woody Allen                  | Yves-Antoine Spoto                          | Henri Matisse             |
| 2012  | De Vinci, Michel Ange et leurs modèles (court métrage)   | Abrahams Rowland             | Pierre Glénat                               | Michel-Ange               |
| 2013  | Renoir                                                   | Gilles Bourdos               | Michel Bouquet                              | Auguste Renoir            |
| 2014  | Mr. Turner                                               | Mike Leigh                   | Timothy Spall                               | William Turner            |
| 2014  | Mr. Turner                                               | Mike Leigh                   | Martin Savage (en)                          | Benjamin Haydon           |
| 2014  | Mr. Turner                                               | Mike Leigh                   | James Fleet                                 | John Constable            |
| 2014  | Mr. Turner                                               | Mike Leigh                   | Jamie Thomas King                           | David Roberts             |
| 2014  | Mr. Turner                                               | Mike Leigh                   | Roger Ashton-Griffiths                      | Henry William Pickersgill |
| 2016  | Cézanne et moi                                           | Danièle Thompson             | Guillaume Gallienne                         | Paul Cézanne              |
| 2016  | Cézanne et moi                                           | Danièle Thompson             | Romain Cottard                              | Camille Pissarro          |
| 2016  | Cézanne et moi                                           | Danièle Thompson             | Alexandre Kouchner                          | Auguste Renoir            |
| 2016  | Cézanne et moi                                           | Danièle Thompson             | Nicolas Gob                                 | Édouard Manet             |
| 2016  | Neruda                                                   | Pablo Larraín                | Mercedes Morán                              | Delia del Carril (es)     |
| 2016  | Paula                                                    | Christian Schwochow          | Carla Juri                                  | Paula Becker              |
| 2016  | Paula                                                    | Christian Schwochow          | Albrecht Schuch                             | Otto Modersohn            |
| 2016  | Egon Schiele: Tod und Mädchen                            | Dieter Berner (de)           | Noah Saavedra (de)                          | Egon Schiele              |
| 2016  | Egon Schiele: Tod und Mädchen                            | Dieter Berner (de)           | Thomas Schubert (de)                        | Anton Peschka             |
| 2016  | Egon Schiele: Tod und Mädchen                            | Dieter Berner (de)           | Cornelius Obonya (de)                       | Gustav Klimt              |
| 2017  | Rodin                                                    | Jacques Doillon              | Edward Akrout                               | Edward Steichen           |
| 2017  | Rodin                                                    | Jacques Doillon              | Arthur Nauzyciel                            | Paul Cézanne              |
| 2017  | Rodin                                                    | Jacques Doillon              | Olivier Cadiot                              | Claude Monet              |
| 2017  | Rodin                                                    | Jacques Doillon              | Olivia Baes                                 | Gwen Mary John            |
| 2017  | Rodin                                                    | Jacques Doillon              | Maxence Tual                                | Eugène Blot               |
| 2017  | Alberto Giacometti, The Final Portrait                   | Stanley Tucci                | Geoffrey Rush                               | Alberto Giacometti        |
| 2017  | Gauguin : Voyage de Tahiti                               | Édouard Deluc                | Vincent Cassel                              | Paul Gauguin              |

## Documentaires et peintres réalisateurs
Il ne faut pas confondre ces films de fictions avec les documentaires sur les peintres, par exemple :
- 1915 : Ceux de chez nous – Sacha Guitry avec Auguste Renoir, Monet, Degas…
- 1953 : Jackson Pollock – Hans Namuth
- 1954 : Matisse – François Campaux et Jean Cassou
- 1959 : Le Mystère Picasso – Henri-Georges Clouzot
- 1977 : Di Cavalcanti - Glauber Rocha
- 2005 : Bacon : L’Homme et l'arène – Alan Low
- 2011 : Lo Toscano[2] – Mourad Kassa, consacré à Vito Tongiani
- 2013 : Oil - Lumière et couleur chez Djoroukhian – Isabelle Darmengeat

ou les films de peintres comme :
- 1924 : Le Ballet mécanique – Fernand Léger
- 1930 : L’Âge d'or – Buñuel et Dalí

On peut noter que Charles Matton joue sur les deux tableaux puisque, peintre lui-même, il a réalisé le film Rembrandt en 1999.